# Jeff Beck
Geoffrey Arnold Beck, bolj znan pod umetniškim imenom Jeff Beck, angleški kitarist, * 24. junij 1944, Wallington, Združeno kraljestvo, † 10. januar 2023.
Zaslovel je kot član rock skupine The Yardbirds, kasneje pa je ustanovil in vodil še skupini The Jeff Beck Group in Beck, Bogert & Appice. Sredi 1970. se je preusmeril na instrumentalni slog s poudarkom na inovativnih zvokih, njegova takratna dela so pripadala raznolikim žanrom od blues rocka, hard rocka, jazz fusiona in mešanice kitarskega rocka ter elektronike. Posnel je dva dokaj uspešna solo albuma, ni pa kot samostojni glasbenik dosegel komercialnega uspeha mnogih svojih sodobnikov. Snemal je tudi s številnimi drugimi umetniki.
Becka so Rolling Stone in druge glasbene revije redno uvrščale blizu vrha seznamov najboljših kitaristov vseh časov. Poleg odobravanja kritikov je šestkrat osvojil grammyja za najboljšo instrumentalno rock izvedbo in enkrat za najboljšo instrumentalno pop izvedbo. Leta 2014 je prejel nagrado Ivorja Novelle za izjemen prispevek k britanski glasbi, ki ga podeljuje britanska akademija Ivors. Dvakrat je bil vpisan v Hram slavnih rokenrola, leta 1992 kot član The Yardbirds in leta 2009 samostojno.